# Conjunto Hospitalar de Sorocaba
O Conjunto Hospitalar de Sorocaba teve sua origem no Hospital Prof. Dr. Lineu Matos Silveira (conhecido por Hospital Regional), inaugurado em novembro de 1969, com 300 leitos. Anos depois foi construído o Hospital Leonor Mendes de Barros (inicialmente apenas para tuberculosos) que também integra o CHS.
É responsável pelo atendimento do nível terciário de 48 municípios do sudoeste paulista com uma população de mais de três milhões de habitantes. É referência em trauma, pois é o único hospital com neurocirurgião de plantão presencial em toda a região.
A origem do hospital remonta à perseverança de antigos alunos de Medicina da PUC-Sorocaba. A 15ª turma promoveu pressão ao governo para que o Hospital Regional fosse construído com recursos públicos. “Em plena ditadura militar, resolvemos ir a São Paulo para pedir ao então governador Ademar de Barros, que a obra fosse executada dessa maneira”, recorda o ex-aluno Sandro Fabi.
E assim, quase cem estudantes do curso de Medicina da PUC-SP decidiram ir de trem até São Paulo. “Ao chegarmos à estação ferroviária, agentes da polícia nos interceptaram e só permitiram que três colegas descessem para explicar qual era o nosso objetivo”, conta Sandro.
Depois de dadas as explicações, os agentes autorizaram o desembarque do restante do grupo, mas sob uma condição: que se dirigissem até a residência do governador em fila e ordenadamente, sem qualquer tipo de algazarra.
“Durante todo o trajeto fomos escoltados por policiais e seguidos por um brucutu (veículo militar). Ao chegarmos à residência do governador, no Palácio dos Campos Elísios, ele nos recebeu e fizemos nossa solicitação”, lembra-se Sandro. A pressão deu certo e o Hospital Regional foi erguido com recursos públicos e até hoje é um dos campos de estágio e residência médica utilizados pela PUC-SP.
É referência estadual no tratamento de queimados . </ref>
O CHS foi, em 2012, alvo de uma operação do GAECO/Sorocaba, que por meio de escutas telefônicas interceptadas pela policia, denunciou 48 servidores do hospital por crime, lavagem de dinheiro, peculato, corrupção ativa e passiva, entre outros crimes. O fato principal da denuncia seria o fato de medicos, enfermeiros, dentistas e funcionários do hospital estariam recebendo por plantões simultaneamente em dois lugares, sem estarem presentes no momento do plantão, gerando prejuízos de 2,0 milhões de reais aos cofres públicos. O caso segue em apuração até os dias atuais, sem conclusões no inquérito. 